# Kościół św. Franciszka z Asyżu w Wadowicach Dolnych
Kościół św. Franciszka z Asyżu w Wadowicach Dolnych – zabytkowy, murowany kościół w Wadowicach Dolnych, w województwie podkarpackim, w powiecie mieleckim, w gminie Wadowice Górne. Do rejestru zabytków został wpisany 29.05.1987 r. pod numerem A-514. W jego otoczeniu znajduje się wolnostojąca, murowana, dwukondygnacyjna dzwonnica z 1911 r.

## Historia
Kościół został zbudowany w 1911 r. w stylu neobarokowym. Konsekrowany został w 1925 r. Zniszczony w 1944 r. został odbudowany w latach 1945–1948.

## Architektura i wnętrze
Kościół zbudowany jest w stylu neobarokowym z cegły i otynkowany. Trójnawowy kościół posiada sklepienie kolebkowe. Nawa główna, prezbiterium i kruchta przykryte są dachem siodłowym, a nawy boczne dachem pulpitowym. Na dachu nawy głównej znajduje się sygnaturka z barokowym hełmem. Trzykondygnacyjna elewacja frontowa zwieńczona jest trójkątnym szczytem. We wnętrzu znajdują się 3 ołtarze oraz polichromia Zbigniewa Wójcickiego z 1966 r.